# Juego de cartas coleccionables Pokémon

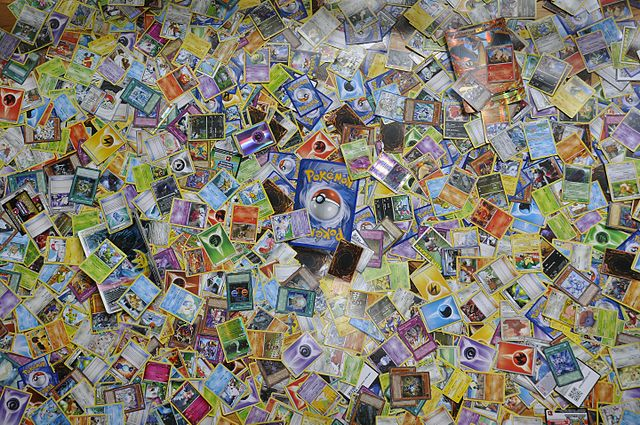
Colección de cartas intercambiables Pokémon.

El Juego de Cartas Coleccionables Pokémon (en inglés Pokémon Trading Card Game) es un juego de cartas coleccionables competitivo para dos jugadores basado en la saga de videojuegos Pokémon.
La primera edición del juego de cartas, inspirada por el éxito de los videojuegos Pokémon Rojo y Pokémon Azul fue lanzada en 1996 en Japón por la empresa Media Factory. Debido a su gran éxito en el mercado nipón, en 1999 el juego se lanzó en Estados Unidos y Europa. Desde entonces se han ido comercializando periódicamente nuevas expansiones que añaden nuevos Pokémon y cartas al juego. El lanzamiento de nuevas expansiones suele coincidir con el lanzamiento de nuevas entregas en la saga de videojuegos homónima. Los derechos de propiedad y distribución comercial en todo el mundo corresponden a The Pokémon Company, filial de la multinacional japonesa Nintendo. 
Hasta el año 2003, la traducción y comercialización del juego de cartas en Estados Unidos y Europa estaba cedida en régimen de franquicia a la compañía estadounidense de juegos de mesa Wizards of the Coast. En 2006 The Pokémon Company se hizo cargo de la comercialización de las cartas también en territorio japonés.

## Mecánica
En una partida de Pokémon Trading Card Game, los jugadores asumen el papel de un entrenador Pokémon durante un combate de forma análoga a los videojuegos. Para poder jugar, cada jugador debe tener una baraja de 60 cartas que habrá preparado previamente. La composición de las barajas es libre.
Los jugadores se colocarán uno frente a otro, distribuyendo el espacio de juego de manera que cada jugador posea la mitad del tablero, Cada jugador tendrá frente a él cinco espacios diferenciados: 
- Zona del Pokémon activo: Situada en el centro del campo, frente a la del contrincante. En esta zona se colocará el Pokémon que está combatiendo en ese momento.

- Banca: Situada debajo del Pokémon activo de cada jugador, es el espacio en donde se podrán colocar hasta 5 Pokémon adicionales que estarán a la espera de combatir.

- Baraja: A la derecha de la banca cada jugador dejará su baraja.

- Pila de Descartes: Junto a la baraja, cada jugador dispondrá un espacio donde se irán dejando las cartas que vaya desechando.

- Pila de Premios: En el lado izquierdo de la reserva, se reserva un área donde se colocarán las cartas de premio de cada jugador.

Aunque se puede usar un tablero para facilitar la colocación de las cartas, no es estrictamente necesario para que la partida se desarrolle con normalidad. Adicionalmente, el juego requiere del uso de una moneda para determinar multitud de sucesos aleatorios. Algunos paquetes de juego comercializados incluyen monedas tematizadas con diseños de Pokémon, pero en su defecto es igualmente válida una moneda convencional.

### Preparación
En primer lugar, los jugadores deberán barajar sus respectivas cartas. A continuación, cada uno robará 7 cartas, las cuales mantendrá en su mano sin mostrarlas al contrincante. Si alguno de los dos jugadores no tiene en su mano al menos un Pokémon básico (es decir, un Pokémon que no sea la evolución de otro), deberá mostrar sus cartas al oponente; devolverlas, barajar nuevamente y volver a robar 7 cartas. A cambio, el oponente podrá robar una carta adicional. Este proceso se repetirá hasta que ambos jugadores tengan al menos un Pokémon básico en su mano.
Después, cada jugador decidirá su Pokémon activo — es decir, el que saldrá a combatir en primer lugar y lo colocará en el área correspondiente. Además, si los jugadores tienen más Pokémon básicos en su mano y lo desean, podrán colocarlos en su banca (la banca admite hasta 5 Pokémon). Para que las decisiones de un jugador no condicionen al otro, todos Los Pokémon que se saquen al terreno de juego durante los preparativos se colocarán boca abajo.
A continuación, cada jugador robará, sin mirarlas, 6 cartas de su baraja, que quedarán apartadas en un montón llamado "Pila de premios". Si se desea una partida más rápida, se puede acordar un número menor de premios.
Finalmente, la partida comenzará con el lanzamiento de una moneda para decidir qué jugador será el primero. Sin embargo, el jugador que vaya en primer lugar no podrá atacar ni jugar cartas de partidario durante su primer turno. Solo quedará dar la vuelta a Los Pokémon que se han sacado para que la partida pueda comenzar.

### Desarrollo
Los jugadores se turnarán para enfrentar a sus Pokémon, intentando debilitar al Pokémon activo del oponente, es decir, haciéndole perder sus puntos de salud. Cada vez que un jugador derrota el Pokémon activo de su adversario, roba una carta de su pila de premios. El oponente deberá reemplazar el Pokémon activo por otro de su banca.
Al empezar cada turno, el jugador robará una carta de su baraja y la añade a su mano. Durante su turno, el jugador podrá realizar cualquiera de estas acciones en el orden en que desee:
- Añadir Pokémon a la banca.
- Utilizar todas las cartas de Entrenador que se deseen.
- Evolucionar un Pokémon. Pueden evolucionarse tantos Pokémon como se desee, pero solo una vez cada uno.
- Añadir una carta de energía a uno de los Pokémon (solo una por turno).
- Utilizar las habilidades especiales de cualquier Pokémon que esté en el tablero.
- Retirar al Pokémon activo actual y reemplazarlo por otro de la banca.

Una vez realizadas estas acciones, el turno finaliza cuando el jugador lanza un ataque de su Pokémon activo contra el de su oponente. En caso de que el jugador no pueda atacar o no desee hacerlo, puede ceder su turno voluntariamente en cualquier momento.
Algunas cartas, ya sean cartas Entrenador o Pokémon, otorgan a la partida características especiales. Si el texto de una carta contradice las normas habituales del juego, siempre tendrá prioridad lo que la carta indique.

#### Ganar
Un jugador ganará la partida cuando haya tomado todas las cartas de su pila de premios. También ganaría si, al derrotar un Pokémon del adversario, este no tuviera ningún otro en la reserva para reemplazarlo (los Pokémon en su mano no cuentan). También se declarará ganador automáticamente a un jugador en el caso de que su contrincante agote las cartas de su baraja y, por tanto, no pueda robar una carta al comienzo de su turno.
En caso de empate, es decir, que los últimos Pokémon disponibles de ambos jugadores queden debilitados en el mismo turno, el ganador se determinará jugando una nueva partida a muerte súbita con un solo premio.

## Tipos de cartas

Una carta Pokémon de Charizard, exhibida en la Comic Con de Nueva York en 2021.

El juego se compone de tres tipos de cartas principales fácilmente identificables: las cartas de Pokémon, que representan a estas criaturas y son el eje principal de la partida; las cartas de energía, que actúan como recurso, y las de Entrenador, que son un soporte.

### Cartas de energía
Las cartas de energía vienen marcadas con la palabra "Energía" en la parte superior y pueden ser de varios tipos diferenciados por un icono característico y un color: Fuego (rojo), Agua (azul), Rayo (amarillo), Lucha (marrón), Planta (verde), Psíquico (morado), Acero (gris), Siniestro (negro), Dragón (dorado), Hada (magenta) e Incolora (blanca).
La energía se vincula a los Pokémon colocando las cartas debajo de estos de forma ligeramente superpuesta. Durante su turno, cada jugador podrá vincular solo una energía a uno de sus Pokémon (salvo que el Pokémon tenga alguna habilidad que indique lo contrario o se usen cartas de entrenador que permitan añadir más de una carta de energía por turno), ya sea activo o en la banca.
La energía es necesaria para que los Pokémon puedan atacar. Cada ataque tiene requisitos específicos de energía, indicados mediante símbolos. El número y el tipo de estos símbolos determinan la energía necesaria para ejecutar el movimiento. Por ejemplo, si junto a un ataque aparecen dos símbolos azules de Agua, el Pokémon deberá tener vinculadas al menos dos cartas de Energía de Agua para poder realizar el ataque.
Si el Pokémon activo no puede realizar ninguno de sus ataques por no tener suficiente energía asociada, el turno del jugador finaliza sin atacar.
Algunos movimientos pueden tener uno o varios símbolos blancos de "energía incolora". Cuando esto ocurre, este requisito se puede satisfacer asociando una carta de Energía de cualquier tipo por cada símbolo incoloro presente.

### Cartas de Pokémon
Los Pokémon son las cartas principales del juego. Cada Pokémon es de un tipo y posee una cantidad determinada de Puntos de salud (PS), ambos indicados en la parte superior de la carta. Los PS representan la vitalidad del Pokémon, es decir la cantidad de daño que puede recibir antes de ser debilitado.
Habilidades
Algunos Pokémon poseen habilidades especiales, descritas en la carta e indicadas junto a la palabra "Habilidad". Las habilidades no son ataques, sino normas especiales inherentes al Pokémon. Si la habilidad genera un efecto puntual, el jugador podrá aplicarla durante su turno siempre que lo desee. Al no ser un ataque, su uso no finaliza el turno del jugador salvo que lo indique en la propia habilidad.

#### Ataques
Cuando un Pokémon realiza uno de sus movimientos, inflige al oponente un daño equivalente al número de PS indicado en dicho ataque. Si el ataque tiene además una descripción adicional, se seguirán sus instrucciones. Una vez finalizado, se da por terminado el turno del jugador.
Para indicar el daño recibido, el oponente colocará sobre el Pokémon afectado tantos marcadores de daño como sean necesarios. Estos marcadores son fichas con un valor inscrito que representa la cantidad de PS perdidos. Por ejemplo, si un Pokémon recibe 40 PS de daño, se colocarán sobre él cuatro marcadores de "10" PS. También se pueden utilizar dados numerados para indicar la cantidad de daño recibida. Cuando el Pokémon acumula una cantidad de daño igual o superior a su vitalidad, queda fuera de combate.

#### Debilidad y resistencia
Algunos Pokémon, debido a su tipo, pueden ser débiles o especialmente resistentes a otros Pokémon de un tipo concreto. Por ejemplo, los Pokémon de tipo fuego suelen ser débiles frente a los de tipo agua, y estos, a su vez, suelen ser débiles ante los de tipo planta. La debilidad y resistencia de cada Pokémon, en caso de que las tenga, aparecen en la parte inferior de su carta.
Por ejemplo, si el Pokémon activo de un jugador tiene una debilidad "×2" al tipo Agua y el del contrincante es de ese tipo, entonces recibirá el doble de daño en cada ataque. Si, por el contrario, tiene una resistencia de "-30", entonces los ataques de los Pokémon de tipo agua infligirán 30 PS menos de lo habitual.

#### Condiciones especiales
Al igual que en los videojuegos, algunos ataques provocan estados alterados en el Pokémon rival. Un Pokémon bajo un estado especial sufrirá sus efectos hasta que la normativa lo permita, sea debilitado o hasta que el jugador logre curarlo de esta condición.
- Dormido: Un Pokémon dormido no puede atacar ni retirarse. Mientras el Pokémon permanezca dormido, se lanzará una moneda al finalizar el turno de cada jugador. Si sale cara, el Pokémon se despierta, si sale cruz, el Pokémon permanecerá dormido. Para indicar que el Pokémon está dormido se "tumba" la carta, es decir se gira 90° en sentido antihorario.

- Confundido: Cuando un Pokémon confundido intente realizar un ataque, antes debe lanzar una moneda. Si sale cara, el Pokémon realiza el ataque con normalidad; pero si sale cruz, el Pokémon no realiza el ataque y además se infringe 30 puntos de daño a sí mismo. Un Pokémon confundido puede retirarse con normalidad. Para representar que un Pokémon está confundido, se invierte la carta, es decir, se gira 180°.

- Paralizado: Un Pokémon paralizado no puede atacar ni retirarse. La parálisis solo dura un turno, por lo que el Pokémon deja de estar paralizado al finalizar el turno del jugador afectado. Para indicar que el Pokémon está paralizado la carta se gira 90° en sentido horario.

- Envenenado: Un Pokémon envenenado puede atacar y retirarse con normalidad, pero irá recibiendo 10 puntos de daño al final de cada turno mientras sufra esta condición. Para indicar que está envenenado se coloca un marcador de veneno sobre la carta: una ficha de color morado que suele venir incluida en los principales paquetes de juego comercializados.

- Quemado: Un Pokémon quemado puede atacar y retirarse con normalidad, pero el jugador afectado deberá lanzar una moneda cada vez que finalice su turno. Si sale cruz, el Pokémon recibirá 20 puntos de daño. Si sale cara, no recibirá daño pero continuará quemado. Para indicar que un Pokémon está quemado, se coloca un marcador de quemadura sobre la carta: una ficha de color naranja que suele venir incluida en los principales paquetes de juego comercializados.

Todos los Pokémon que estén bajo un estado alterado se liberarán de él si consiguen ser retirados a la banca. Los Pokémon también pierden sus estados alterados si evolucionan.
Todos los Pokémon que estén bajo un alterado son liberados de él si consiguen ser retirados a la reserva. En el caso de los Pokémon dormidos o paralizados, que no pueden ser retirados con normalidad, esto se aplicaría si consiguieran llegar a la reserva utilizando alguna carta de entrenador que lo permitiera. Los Pokémon también pierden sus estados alterados si evolucionan.
Las condiciones que cambian la orientación de la carta (sueño, confusión y parálisis) no pueden darse al mismo tiempo, por lo que solo se aplica la última en recibirse. Así, si un Pokémon dormido recibe un ataque que lo pasa a confundir, entonces se despertará y se aplicará solo el estado de confusión.
Las condiciones que suponen colocar un marcador (quemadura y veneno) sí pueden darse conjuntamente a otros estados. Un Pokémon quemado también puede estar envenenado y/o dormido al mismo tiempo, y se aplicarían las condiciones de todos los estados.

#### Retirada de un Pokémon
Cada jugador, en cualquier momento durante su turno, puede decidir retirar a su Pokémon activo del combate pagando su coste de retirada (siempre y cuando haya al menos un Pokémon en la banca para sustituirlo).
El coste de retirada aparece indicado en la parte inferior de la carta mediante símbolos de energía incolora. Para poder retirarse, el jugador deberá mandar a su pila de descartas tantas cartas de energía vinculadas al Pokémon como se indiquen. En caso de que un Pokémon no tenga suficiente energía asociada para pagar su coste de retirada, no podrá retirarse.
Cuando un Pokémon es retirado, pasará a la banca e inmediatamente será sustituido por el nuevo Pokémon. Una vez en la banca, este Pokémon conservará todo el daño que tuviese acumulado, así como las cartas de energía asociadas que le quedaran tras pagar el coste de retirada.

### Evolución
Algunos Pokémon pueden evolucionar en otros. Así, existen algunas cartas de Pokémon cuya criatura es la evolución de otra. Esto se indica en la esquina superior izquierda de la carta, donde aparecerá una ilustración del Pokémon del cual proceden. Los Pokémon pueden tener una evolución, dos o ninguna.
Los Pokémon que no son la evolución de ningún otro aparecen identificados como "Básicos". Los que son la evolución de un Pokémon Básico aparecen identificados como "Fase 1", y los que son, a su vez, la evolución de un Pokémon de Fase 1 aparecen identificados como "Fase 2". Por ejemplo, Charmander es un Pokémon básico que evoluciona en Charmeleon (Fase 1) y este, a su vez, evoluciona en Charizard (Fase 2).
Los Pokémon de Fase 1 y Fase 2 no pueden sacarse al campo de juego por sí mismos, sino que deben evolucionar siguiendo la secuencia natural. Cuando un jugador tiene en su mano un Pokémon de Fase 1 o Fase 2 que sea la evolución de un Pokémon que ya esté en el terreno de juego (bien como Pokémon activo o en la banca), el jugador podrá evolucionarlo colocando la carta de la evolución encima del original.
Una vez evolucionado, la energía y el daño que hubiese recibido se conservan, pero si el Pokémon se encontraba bajo un estado alterado, saldrá de él. Un Pokémon no puede evolucionar en el mismo turno en que se saca al campo o a la banca, ni tampoco puede evolucionar dos veces en el mismo turno.

#### Evoluciones especiales
Las expansiones más recientes del juego han propiciado la aparición de evoluciones especiales de algunos Pokémon. Las cartas de evolución especial se caracterizan por tener un diseño mucho más espectacular y brillante que las convencionales. Dado que estas cartas otorgan a su propietario una fuerza y puntos de salud fuera de lo convencional, los jugadores deben acordar antes de comenzar la partida si desean admitir este tipo de Pokémon. Los tipos de evoluciones especiales que se han lanzado hasta la fecha son los siguientes:
- Pokémon Nv. X: Disponibles en las series Diamond&Pearl y Platinum, esta serie de cartas representan Pokémon que han subido de nivel y, por tanto, han mejorado su fuerza y habilidades. No se puede sacar al campo un Pokémon Nv. X directamente, sino que se debe aplicar sobre una carta convencional del mismo Pokémon. Así, si el jugador posee una carta de un Charizard Nv. X en su mano, necesita tener un Charizard normal sobre el terreno de juego y aplicarlo sobre él como si de una evolución se tratase. Además de los ataques y habilidades propios, un Pokémon Nv. X puede utilizar cualquier ataque y habilidad de su nivel anterior.

- Mega Evolución: Introducida en la expansión XY, las cartas de Mega Evolución muestran un Pokémon en su forma mega-evolucionada. Son fácilmente distinguibles gracias a que llevan una letra "M" junto al nombre del Pokémon. Para mega-evolucionar un Pokémon, debe hacerse sobre la versión EX del Pokémon original. Así, para poder jugar un "M Gengar-EX", se debe contar con un "Gengar-EX" en el terreno de juego y evolucionarlo sobre él. Una restricción adicional de este tipo de cartas es que, al megaevolucionar un Pokémon, el turno del jugador termina automáticamente, sin que pueda atacar o realizar cualquier otra acción.

- TURBO: A partir de la expansión XY-TURBOImpulso se incluyeron las cartas "Pokémon TURBO" (o "Pokémon BREAK" en las ediciones en inglés y japonés), que potencian a los Pokémon para darles nuevos ataques y más puntos de salud. Su funcionamiento para ponerlas en juego es el mismo que el de los Pokémon Nv. X. El diseño de estas cartas está dispuesto de forma horizontal, con el propósito de que cuando se evolucione al Pokémon, se coloque la carta Pokémon TURBO cubriendo solo la mitad superior de la que procede (tapando la anterior ilustración). Un Pokémon TURBO puede usar todos los ataques y habilidades que tuviese en su anterior forma además de los nuevos.

#### Pokémon especiales
Las expansiones del juego, conforme se van lanzando al mercado, suelen incluir cartas Pokémon con características especiales. Estas cartas suelen ser más fuertes de lo habitual y presentan un diseño más espectacular, con ilustraciones en 3D y un aspecto holográfico. Algunas de estas características se mantienen a lo largo del tiempo, mientras que otras son exclusivas de una expansión concreta y no se repiten en ediciones posteriores.
Por ejemplo, los Pokémon-EX, introducidos en la quinta generación, poseen una resistencia y ataques muy superiores a los habituales. Su contrapartida es que cuando un Pokémon-EX es derrotado, el rival tomará dos premios en lugar de uno.

### Cartas de entrenador
Las cartas de Entrenador sirven de apoyo en el combate y pueden ser de cuatro tipos: Objeto, Partidario, Estadio y Herramienta Pokémon. El efecto de cada carta viene descrito en ella. Los jugadores, durante su turno y antes del ataque, pueden usar cualquier carta de entrenador que tengan en su mano. Su efecto se aplica al instante y, una vez utilizada, se desechan en la pila de descartes. 
- Objeto: Los objetos están basados en la saga de videojuegos y actúan a modo de apoyo. El jugador puede utilizar todos los objetos que desee durante su turno, descartándolos inmediatamente después de usarlos.

- Partidario: Su función es similar a la de las cartas objeto, con la diferencia de que la ayuda procede de un personaje de la franquicia Pokémon. Su beneficio suele ser mayor que el de los objetos. A diferencia de estos, solo puede usarse una carta de partidario por turno.

- Estadio: Representan el escenario en el que se desarrolla el combate. Las cartas de estadio no se descartan tras utilizarse, sino que se colocan de forma permanente en el centro del campo. Sus efectos permanecerán vigentes hasta que alguien utilice otra carta de estadio que la reemplace. Los Estadios pueden alterar las características de la partida o dar ventaja a algunos tipos de Pokémon. Sus efectos son comunes a ambos jugadores por igual, independientemente de quien utilizase la carta.

- Herramienta Pokémon: Son objetos que se pueden vincular a los Pokémon de forma permanente, otorgándoles alguna ventaja o característica especial. Durante su turno, el jugador puede unir tantas herramientas a sus Pokémon como desee. Cada Pokémon solo podrá tener una sola herramienta vinculada.

## Baraja
Una baraja de juego válida siempre debe contener 60 cartas. El jugador puede configurarla a su gusto según su estrategia. El estilo de juego variará notablemente en función a las barajas que se usen. La única restricción es que, exceptuando cartas de energía básica, una baraja nunca podrá contener más de cuatro cartas con el mismo nombre.
Aunque no existen normas específicas sobre qué cartas deben incluirse en una baraja, esta debe seguir ciertas pautas que permitan jugar con ella. Por ejemplo, las cartas de energía incluidas deben ser coherentes con los requisitos de energía de los Pokémon que la componen.
Como referencia, una baraja equilibrada podría incluir entre 15 y 20 cartas de Pokémon, entre 15 y 20 cartas de energía, y entre 13 y 20 cartas de Entrenador.

## Expansiones
The Pokémon Company ha ido ampliando a lo largo de los años el número total de cartas de las que dispone el juego mediante expansiones que incluyen nuevos Pokémon, objetos o evoluciones. Cada expansión es temática, normalmente correspondiéndose en el tiempo al lanzamiento de nuevos videojuegos de la saga Pokémon. En 2021 el juego cuenta con un total de 89 expansiones (82 en Japón) más las colecciones especiales, puestas a la venta con una periodicidad media de 4 expansiones por año.

## Torneos de juego competitivo

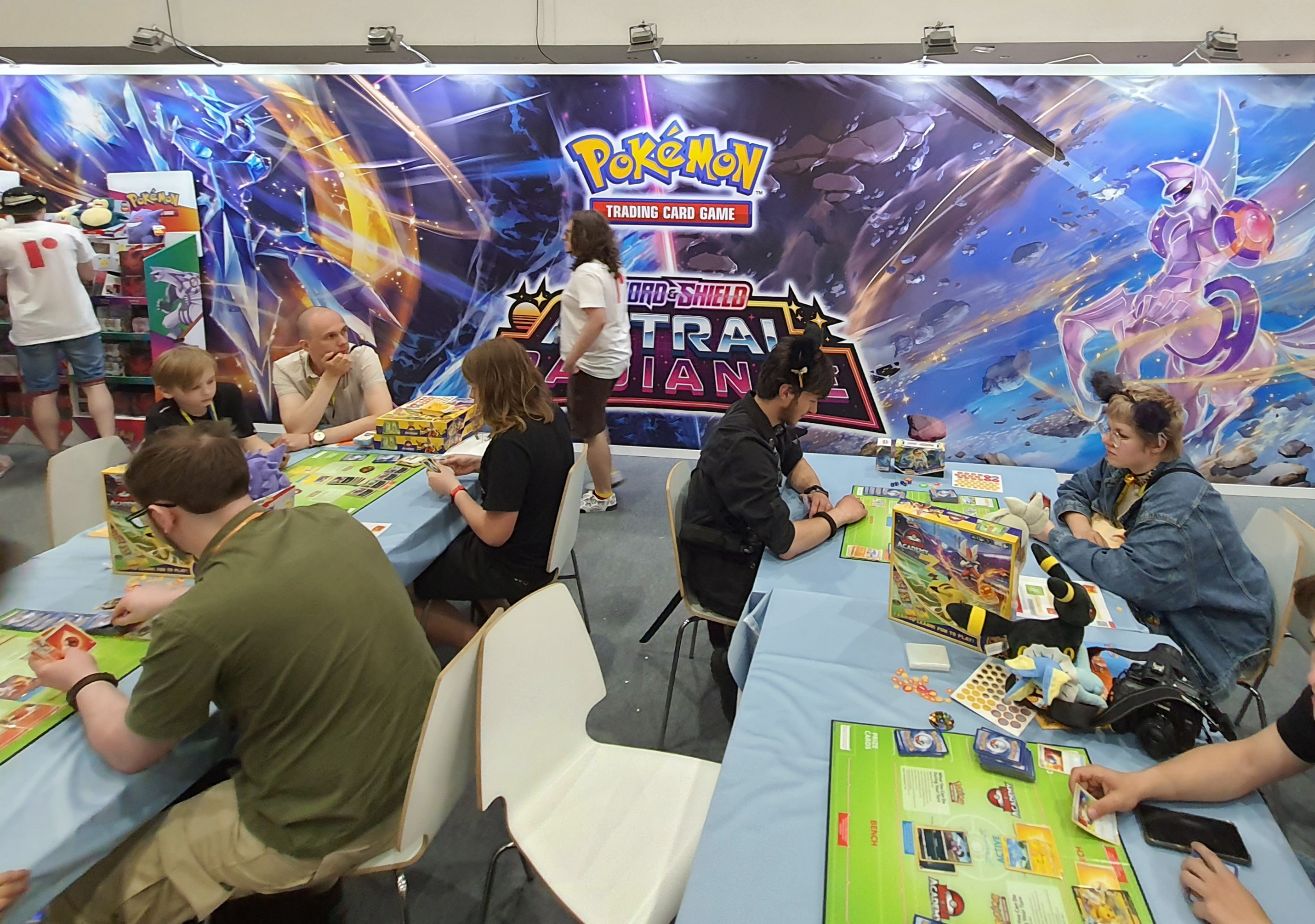
Jugadores del juego de cartas coleccionables de Pokémon durante un torneo en 2022.

Desde los inicios del juego, The Pokémon Company organiza periódicamente ligas y torneos competitivos de Pokémon Trading Card Game a nivel local, nacional e internacional. En dichos eventos, los participantes juegan con sus propias barajas, compuestas de acuerdo a su estrategia. Si bien, para mantener el equilibrio y la salud del juego los eventos cuentan con varios formatos, diferenciados según las cartas que son admitidas. Generalmente, solo son aptas para torneos las últimas expansiones del juego.
- Estándar: solo permite competir con barajas compuestas por cartas de expansiones recientes. La rotación es anual, es decir, cada año se eliminan las expansiones más antiguas al formato y se añaden las más recientes. Debido a dichas restricciones, las combinaciones posibles son más limitadas y por tanto el juego es más predecible y apto para principiantes.

- Expandido: el formato expandido permite jugar con una mayor cantidad de cartas que el formato estándar. Su rotación tiene una frecuencia menor, por lo que la cantidad de combinaciones permitidas es mucho mayor. Esto hace el juego más impredecible y por tanto permite crear estrategias más elaboradas a jugadores experimentados.

- Sin límites: permite jugar con cartas de todas las expansiones lanzadas hasta la fecha, incluyendo las cartas que se hayan prohibido en otros formatos.

- Temático: solo admite jugar con las barajas temáticas comercializadas oficialmente. No admite barajas personalizadas. Esto hace el formato más sencillo y apto para principiantes.

Además de las restricciones propias de la rotación, en múltiples ocasiones los organizadores de los torneos oficiales han prohibido cartas concretas. Esto sucede en casos en los que se comprueba que alguna habilidad o característica de una carta concreta cuya ventaja podría ser aprovechada excesivamente y que pudiese resultar injusta en el desarrollo natural del juego.

## Pokémon Trading Card Game en videojuegos
A lo largo de los años, Nintendo ha publicado diversos videojuegos que recrean, de manera virtual, la experiencia de jugar al juego de mesa.

### Pokémon Trading Card Game (GBC)
Pokémon Trading Card Game es un videojuego lanzado para la consola Game Boy Color. Fue lanzado en Japón en 1998 y en Europa en diciembre del 2000. En el juego, el protagonista deberá coleccionar cartas Pokémon y conseguir nuevos barajas durante su viaje por distintas ciudades, enfrentándose a multitud de entrenadores durante su aventura con el fin de conseguir hacerse con todas las cartas. El videojuego incluía algunas cartas especiales exclusivas que no existían físicamente en aquel momento como la carta de Ninetales, Venasaur, Tangela, Meowth, Slowpoke, Vaporeon, Flareon, Jolteon y las de algunos Pokémon legendarios. 
En 2001 Nintendo lanzó una segunda parte del videojuego, también para Game Boy Color, titulada "Pokémon Trading Card Game 2", este último lanzado solo en Japón. La nueva historia contaba con nuevos entrenadores, una nueva isla para explorar y barajas adicionales que no aparecían en el primer juego.

### Pokémon Trading Card Game Online
Lanzado en 2011, "Pokémon Trading Card Game Online" fue una aplicación oficial disponible mediante descarga gratuita para ordenadores con sistemas operativos Windows y macOS. En 2014 se lanzó una versión análoga para tabletas iPad, y en 2016, para Android.
El 5 de junio de 2023 se dio por finalizado el servicio, que fue reemplazado por un nuevo juego con características similares: Pokémon Trading Card Game Live.

### Pokémon Trading Card Game Live
Pokémon Trading Card Game Live es un videojuego online para ordenadores y dispositivos móviles que permite coleccionar, jugar online y digitalizar las cartas físicas que los jugadores hayan adquirido. Fue lanzado el 8 de junio de 2023. Es el sucesor de Pokémon Trading Card Game Online, ya que conserva una buena parte de sus funciones y características. 
El videojuego, distribuido a través de The Pokémon Company, permite recrear de forma virtual el juego de cartas coleccionables compitiendo contra otros jugadores en tiempo real a través de internet e intercambiando cartas con ellos. El juego cuenta con varias barajas temáticas y se pueden desbloquear nuevos a medida que se ganan partidas. También incluye un editor que permite configurar al jugador sus propias barajas y una función que permite registrar las barajas de cartas físicas que el jugador haya comprado, permitiendo usar una réplica virtual de estos en el videojuego.

### Pokémon Trading Card Game Pocket
Es una aplicación para dispositivos móviles inteligente iOS y Android lanzada en octubre de 2024 que permite a los jugadores disfrutar de una versión simplificada y más accesible del juego de cartas original. Los jugadores pueden recolectar cartas virtuales a través de la app, lo que les permite construir barajas personalizadas y probar diferentes estrategias. 
En cuanto a las reglas de juego, aunque se mantienen las bases del juego original, Pokémon TCG Pocket se trata de una versión simplificada más rápida y accesible. Algunas de los principales cambios respecto a Pokémon TCG son:
- Se han eliminado las cartas de energía. Estas son sustituidas por una "Zona de energía", que generará energía automáticamente en cada turno.
- Se han eliminado las cartas de premio. En su lugar, al derrotar a los Pokémon activos del rival, se ganan puntos. Para ganar la partida es necesario conseguir 3 puntos (en lugar de conseguir 6 premios como en Pokémon TCG).
- Las barajas contienen veinte cartas en lugar de sesenta.
- La banca puede almacenar solo tres Pokémon en lugar de los cinco habituales.